# Bosco Chiesanuova
Bosco Chiesanuova là một đô thị ở tỉnh Verona trong vùng Veneto của Ý, có cự ly khoảng 90 km về phía tây của of Venice và khoảng 20 km về phía đông bắc của of Verona. Tại thời điểm ngày 31 tháng 12 năm 2004, đô thị này có dân số 3.386 người và diện tích là 26,9 km².
Đô thị này có cự ly 100 km về phía tây Venezia và 20 km về phía bắc Verona
Đô thị Chiesanuova có các frazioni (đơn vị cấp dưới, chủ yếu là các làng) Bosco Chiesanuova, Corbiolo, and Lughezzano-Arzerè và Valdiporro.
Bosco Chiesanuova giáp các đô thị: Ala, Cerro Veronese, Erbezzo, Grezzana, Roverè Veronese, and Selva di Progno.
Massimo Moratti sinh ra ở đây.